# Schwetschkeopsis japonica
Schwetschkeopsis japonica là một loài Rêu trong họ Fabroniaceae. Loài này được (Besch.) Broth. mô tả khoa học đầu tiên năm 1907.